# Hamun-See
Als Hamun-See (persisch دریاچه هامون Daryātscheh-ye Hāmūn, DMG Daryāče-ye Hāmūn, auch هامون هلمند, DMG Hāmūn-e Helmand, ‚Hilmend-Hamun‘ genannt) wird eine saisonale Seenlandschaft in der iranischen Provinz Sistan und Belutschistan bezeichnet. Aus dem afghanischen Hindukusch kommend, entwässert der Hilmend hier in ein weites flaches Becken. Auch die lokale Schneeschmelze und Regenperioden speisen den See. Es ist ein Endsee und eine Oase, er besitzt also keinen Abfluss ins Meer (Endorheisches Becken). In seiner größten Ausdehnung bedeckte er in einer regenreichen Jahreszeit etwa 4000 km². Durch vermehrten Wasserverbrauch in der Landwirtschaft und ausbleibende Regenfälle in den Jahren 1999 bis 2001 ist die Seenlandschaft zeitweise völlig ausgetrocknet. 
Zentral in der Ebene des Sees erhebt sich bis auf rund 600 Meter der Basaltberg Kuh-e Khwaja. Die Ruinen des Schlosses Dahane-ye Gholaman (persisch دهانه غلامان, DMG Dahāne-ye Ġolāmān, ‚Sklavendurchgang‘) von Zabol liegen in der Nähe des Sees.
2016 wurde der Hamun-See von der UNESCO zum Biosphärenreservat erklärt.

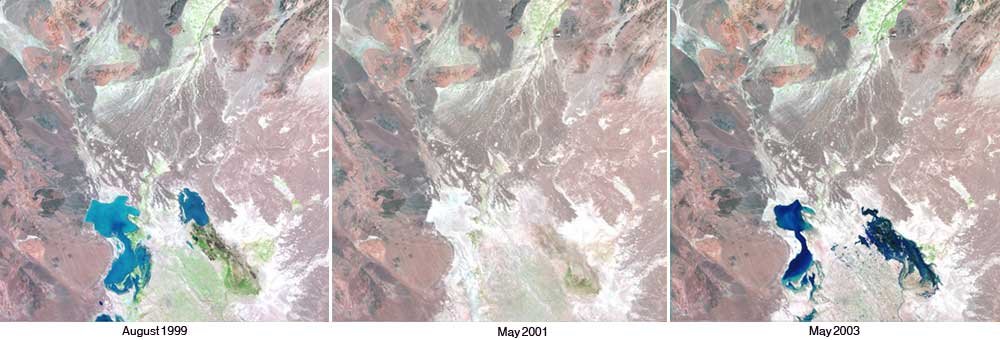
Wasserfläche des Hamun in verschiedenen Jahren